# Wälder am Jagdschloss Göhrde
Die Wälder am Jagdschloss Göhrde sind ein ehemaliges Naturschutzgebiet im gemeindefreien Gebiet Göhrde im Landkreis Lüchow-Dannenberg in Niedersachsen.
Das ehemalige Naturschutzgebiet mit dem Kennzeichen NSG LÜ 257 ist 170 Hektar groß. Es ist Bestandteil des aus vier Einzelflächen bestehenden FFH-Gebietes „Buchen- und Eichenwälder in der Göhrde (mit Breeser Grund)“, zu dem auch die ehemaligen Naturschutzgebiete „Kellerberg“ und „Breeser Grund“ gehörten. Das Gebiet stand seit dem 16. August 2003 unter Naturschutz. Es ersetzte in diesem Bereich das mit Verordnung vom 1. August 1974 ausgewiesene Landschaftsschutzgebiet „Elbhöhen-Drawehn“ mit dem Kennzeichen DAN 27. Zum 21. Februar 2019 ging es im Naturschutzgebiet „Eichen- und Buchenwälder in der Göhrde“ auf. Zuständige untere Naturschutzbehörde ist der Landkreis Lüchow-Dannenberg.
Das ehemalige Naturschutzgebiet liegt südlich des Ortes Göhrde innerhalb des Naturparks Wendland.Elbe im Staatsforst Göhrde. Das ehemalige Naturschutzgebiet grenzt im Nordosten an die Bundesstraße 216 und im Nordwesten an die Landesstraße 253. Es stellte einen alten, naturnahen Waldbestand auf einem Endmoränenrücken unter Schutz, der von Buchen- und Eichen- sowie Kiefern- und Fichtenbeständen geprägt ist. Innerhalb des Naturschutzgebietes ist viel Alt- und Totholz zu finden.
Eine kleine Heidefläche mit Magerrasen sowie das 1996 ausgewiesene, 41 Hektar große Naturwaldreservat „Ewige Route“ waren in das ehemalige Naturschutzgebiet einbezogen. Während das Naturwaldreservat seiner natürlichen Entwicklung überlassen wird, wird der Wald im übrigen ehemaligen Naturschutzgebiet unter Berücksichtigung des Schutzzweckes forstwirtschaftlich bewirtschaftet. Dabei werden insbesondere standortfremde Baumbestände (u. a. Lärchen, Fichten und Douglasien, aber auch standortfremde Laubbäume wie Bergahorn und Roteiche) in naturnahe Buchenwälder und lichte Eichen-Mischwälder auf bodensauren Standorten umgewandelt. Der überdurchschnittlich hohe Anteil von Alt- und Totholz wird erhalten und weiter entwickelt, ebenso werden Horst- und Höhlenbäume erhalten.
In dem ehemaligen Naturschutzgebiet befindet sich ein Waldlehrpfad.